# 28019 Warchal
28019 Warchal è un asteroide della fascia principale. Scoperto nel 1998, presenta un'orbita caratterizzata da un semiasse maggiore pari a 2,2517396 UA e da un'eccentricità di 0,1186007, inclinata di 4,84234° rispetto all'eclittica.